# 敦伦堂
敦伦堂是一座明代建筑，位于中国江西省上饶市婺源县江湾镇江湾村。2006年12月18日列为第五批江西省文物保护单位。现辟为江一麟纪念馆。

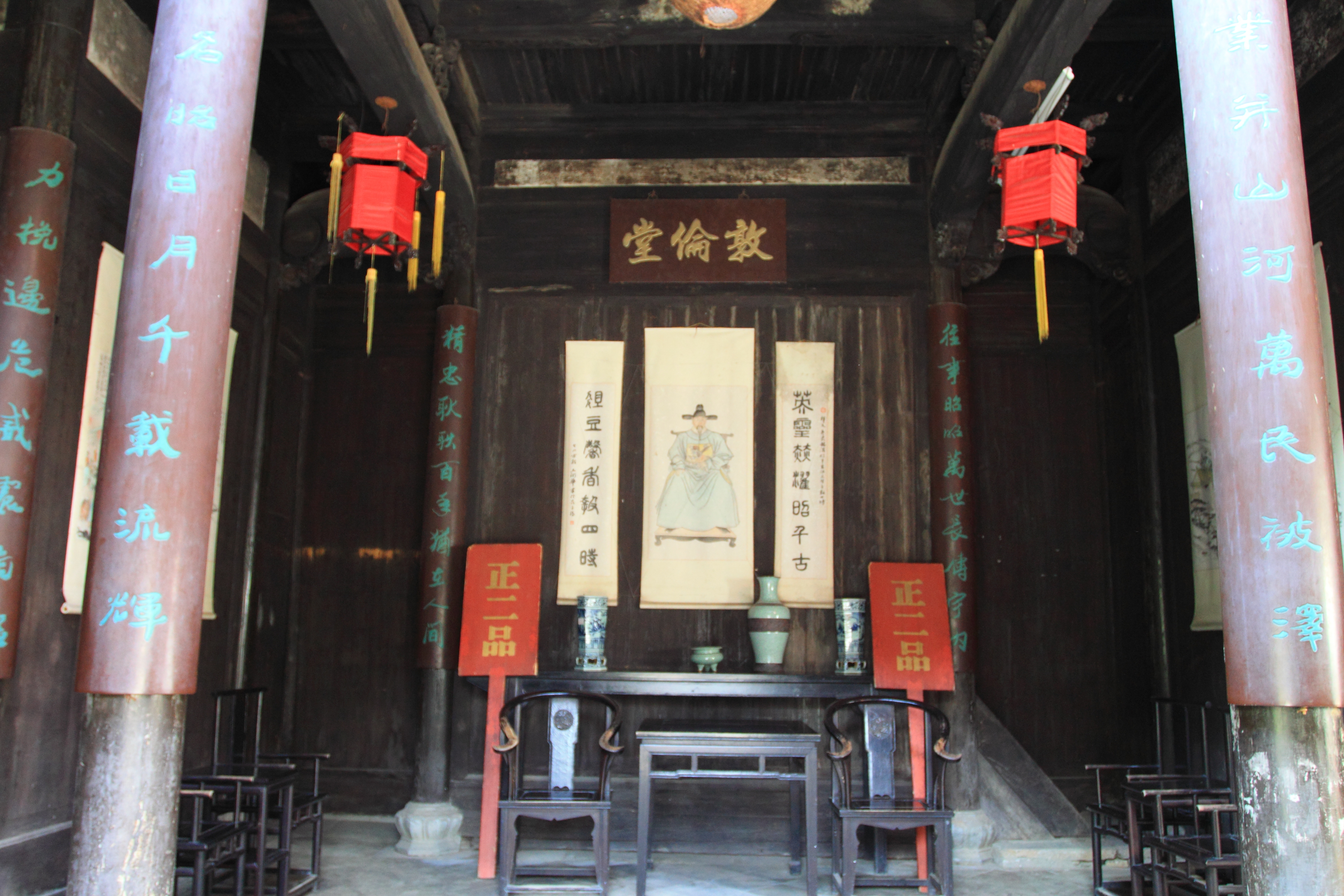
敦伦堂